# Waka (Gedicht)
Waka (jap. 和歌, „japanisches Gedicht“), seltener auch Yamato-uta (大和歌) genannt, ist ein Genre der japanischen Dichtkunst. Der Begriff wurde in der Heian-Zeit geprägt, um die in Japan entwickelte Gedichtform vom Kanshi zu unterscheiden, Gedichten, die in chinesischer Sprache und in chinesischen Formen der Dichtung verfasst wurden.

## Beschreibung
Waka ist daher ein Sammelbegriff für mehrere Stilrichtungen:
- Tanka (短歌, Kurzgedicht, 5-7 5-7-7 Moren)
- Chōka (長歌, Langgedicht, 5-7 5-7 … 5-7-7 Moren)
- Bussokusekika (仏足石歌, Buddha-Fußabdruck-Gedicht, 5-7 5-7 7-7 Moren)
- Sedōka (旋頭歌, 5-7-7 5-7-7 Moren, Gedicht mit wiederholtem Kopf)
- Katauta (片歌, unvollständiges Gedicht, 5-7-7 Moren)

Die letztgenannten drei Formen verloren jedoch in der frühen Heian-Zeit (9. Jahrhundert) an Beliebtheit, und auch die Chōka-Form wurde bald darauf nicht mehr verwendet.
Während der Mitte der Heian-Zeit trat das
- Imayō (今様, moderner Stil, 7-5 7-5 7-5 7-5 Moren) auf.

Die Unterscheidungen waren damit nicht mehr nötig, und Tanka wurden allgemeiner als Waka bezeichnet.
Mitte des 19. Jahrhunderts wurde dann der Begriff Tanka neu definiert. Der japanische Poet und Kritiker Masaoka Shiki forderte, dass das Waka erneuert und modernisiert werden sollte, wie damals alles in Japan, und bezeichnete diese neue Form als Tanka. Er prägte auch den Begriff Haiku als modernisierte Form des Hokku.
Das Waka hat, im Gegensatz zur klassischen chinesischen Dichtung, weder einen Reim noch eine Einteilung in Zeilen. Statt in Zeilen, wurden die Gedichte in Einheiten (連) und Sätze (句) eingeteilt. Allerdings werden diese Einteilungen bei der Übersetzung von Waka in europäische Sprachen zu Zeilen.

## Utaawase
Utaawase (歌合) bezeichnet das japanische Wettdichten. Zeitraum etwa ab dem 9. Jahrhundert bis zur Neuzeit der altjapanischen Aristokratie des japanischen Kaiserhofes. Es bestand aus dem thematischen Wettdichten von Tanka nach festen Regeln unter der Aufsicht von Preisrichtern.

## Tanka in Frankreich
Tanka-Autoren in Frankreich sind Jacques Roubaud und Nicolas Grenier.